# NGC 1822
NGC 1822 је расејано звездано јато у сазвежђу Златна риба које се налази на NGC листи објеката дубоког неба.
Деклинација објекта је - 66° 12' 38" а ректасцензија 5h 5m 9,2s. Привидна величина (магнитуда) објекта NGC 1822 износи 13,2 а фотографска магнитуда 13,2. NGC 1822 је још познат и под ознакама ESO 85-SC42.